# Robert Wylie Hill
Robert Wylie Hill (ca. 1851–1939) was een Schotse importeur en detailhandelaar die het warenhuis R. Wylie Hill & Co. in Glasgow oprichtte.

## Postzegelverkoop
Halverwege de jaren 1870 was Wylie Hill in Zuid-Amerika op expeditie om exotische vogels te verzamelen. Waarschijnlijk ontmoette hij toen Neil Ross McKinnon uit Brits-Guyana, die van Schotse afkomst was en die later Wylie Hill de opdracht gaf om in Groot-Brittannië zijn waardevolle verzameling postzegels van de kolonie te verkopen, waaronder de beroemde magenta postzegel van Brits-Guyana van 1 cent. 

## R. Wylie Hill & Co
Wylie werd geboren in een beroemde detailhandelsfamilie. Zijn grootvader Robert en oudoom William Lochhead waren partners in het meubelbedrijf Wylie & Lochead in Glasgow. Voorheen werkte hij bij het bedrijf Stewart & Hill in Glasgow. Zijn eerste solo-onderneming was in 1879, toen hij R. Wylie Hill & Co. oprichtte, een handelsonderneming. In 1880 opende hij American & Continental Stores in Argyll Street, waar hij een selectie geïmporteerde goederen verkocht. In 1883 opende hij samen met zijn broer R. Wylie Hill & Co. op Buchanan Street 20-24. In november 1888 brandde het gebouw echter af, maar werd later herbouwd naar een ontwerp van John Hutchinson, met elementen ontworpen door Charles Rennie Mackintosh. Het gebouw werd in november 1903 opnieuw door brand beschadigd. Wylie Hill ging in 1925 met pensioen. In 1947 kocht het bedrijf het warenhuis Bow's Emporium in Glasgow, dat twintig jaar lang een sterke band had met leden van de familie Bow die in de raad van bestuur zaten. Het bedrijf breidde zijn winkel aan de Buchanan Street in 1954 uit door de naburige Cranston Tea Rooms te kopen. In 1960 meldde het bedrijf dat het een nettowinst van £115.995 had gemaakt. Het bedrijf was eigenaar van de in Perth gevestigde keten Playpen, een detailhandelaar in kindertassen, veiligheidsriemen, wandellijnen en sporttassen. In 1973 werd de zaak overgenomen door de kioskgroep John Menzies. In 1974 werd de winkel gesloten nadat deze aan Prudential was verkocht voor een hoger bedrag dan waarvoor zij het bedrijf hadden gekocht. Menzies verkocht ook dochteronderneming Chalmers uit Oban, die al voor de overname was gekocht. Het gebouw werd in 1970 door Historic Environment Scotland als categorie B aangemerkt.